# Bad Arolsen
Bad Arolsen è una città tedesca di 15 987 abitanti, situata nel Land dell'Assia.

## Monumenti e luoghi d'interesse
Degno di nota il Castello di Arolsen.

## Amministrazione

### Gemellaggi
Bad Arolsen è gemellata con:
- Heusden-Zolder, dal 1973
- Hermann, dal 1987
- Klütz, dal 1990
- Bad Köstritz, dal 1991